# Học viện của Ngài Kleks (phim)
Học viện của Ngài Kleks (tiếng Ba Lan: Akademia Pana Kleksa, tiếng Nga: Академия пана Кляксы) là một phim hài dành cho trẻ em của đạo diễn Krzysztof Gradowski. Bộ phim dựa theo cuốn truyện cùng tên của nhà văn Jan Brzechwa.

## Nội dung
Học viện của Ngài Kleks (Akademia Pana Kleksa) là một câu chuyện thiếu nhi nổi tiếng của nhà văn Jan Brzechwa, rất được yêu thích ở Ba Lan. Nội dung xoay quanh cuộc phiêu lưu của cậu bé Adaś Niezgódka, một cậu học sinh 12 tuổi, và thời gian cậu học tập tại một ngôi trường phép thuật đặc biệt do Ngài Ambroży Kleks đứng đầu. Ngôi trường này là nơi dạy học cho những đứa trẻ "vụng về", không giỏi trong các trường học bình thường.

## Diễn viên
- Piotr Fronczewski... Ngài Ambroży Kleks / Jan Brzechwa
- Sławomir Wronka... Adaś Niezgódka
- Leon Niemczyk... Golarz Filip
- Zbigniew Buczkowski... Alojzy Bąbel / łowca ptaków / naczelnik gwardii pałacowej
- Adam Probosz... szpak Mateusz / książę Mateusz
- Robert Pluciński... Adolf
- Bronisław Pawlik... vua Bronisław
- Alicja Jachiewicz... królowa, matka księcia Mateusza
- Wiesław Michnikowski... Giáo sư Paj-Chi-Wo
- Irena Karel... Królowa Lalek
- Zdzisława Sośnicka... Smutna Księżniczka
- Lech Ordon... Giáo sư Dolittle
- Jolanta Żółkowska... Królowa Śniegu
- Henryk Bista... Dziadek do Orzechów
- Bolesław Płotnicki... Don Quixote
- Stanisław Gawlik... Sancho Panza
- Marian Glinka... pirat

và các diễn viên khác